# Abraham Joffe
Abraham Z. Joffe (1909–2000) was een Israëlische hoogleraar in de mycologie en de mycotoxicologie aan de Hebreeuwse Universiteit van Jeruzalem, afkomstig uit de voormalige Sovjet-Unie.
Joffes professionele interesses gingen voornamelijk uit naar: toxische schimmelsoorten die met name mycotoxines produceren (aflatoxines, trichothecenes en andere toxines); ecologie en omgevingsfactoren die de groei en verspreiding van Fusarium mycotoxines in graan zaden en voedsel bevorderen; en fytotoxische activiteit van Fusarium en hun toxiciteit in mens en dier.
Joffe is auteur van meer dan 130 wetenschappelijke artikelen, recensies en monografieën. Hij was lid van verschillende wetenschappelijke verenigingen, een spreker bij verschillende internationale conferenties en symposia, en houder van twee onderscheidingen van verdienste van zowel de U.S. Department of Agriculture en het Ministerie van gezondheidszorg, U.S.S.R.
Joffe ontving zijn doctoraat in mycologie en mycotoxicologie aan het Botanisch Instituut, U.S.S.R. Academie van wetenschappen te Leningrad (1950).